# Douglas Reeman
Douglas Reeman (* 15. Oktober 1924 in Thames Ditton, Surrey, England; † 23. Januar 2017) war ein britischer Schriftsteller. Er wurde bekannt durch seine Seekriegsromane, insbesondere die Reihe um Richard Bolitho, die er unter dem Pseudonym Alexander Kent in der Zeit von 1968 bis 2005 verfasste.

## Leben
Zu Beginn des Zweiten Weltkriegs trat Douglas Reeman in eine Marineschule der britischen Royal Navy ein und wurde 1940 als Midshipman in den aktiven Dienst übernommen. Er wurde zunächst auf Zerstörern im Nordatlantik zum Schutz von alliierten Geleitzügen gegen deutsche U-Boote eingesetzt. Während dieser Zeit wurde sein Schiff versenkt und er durch eine explodierende Wasserbombe verwundet. Später zu den Motortorpedobooten versetzt, nahm er als Angehöriger der Besatzung eines Landungsbootes 1944 an der Landung in der Normandie teil und wurde erneut verwundet. Bei Kriegsende 1945 hatte er den Rang eines Lieutenant inne. Während des Koreakriegs diente er erneut in der Marine und blieb auch nach Kriegsende Reserveoffizier der Royal Naval Reserve im Rang eines Lieutenant-Commander. Er arbeitete in verschiedenen Berufen und begann 1958 mit dem Schreiben. 1968 veröffentlichte er seinen ersten Roman um Richard Bolitho. 1985 heiratete er Kimberley Jordan.

## Die Richard-Bolitho-Romane
Der Zeitraum, in dem Richard Bolitho seine Abenteuer erlebt, erstreckt sich von 1772, als er als Midshipman seine Marinekarriere beginnt, bis zum Jahr 1815, in dem er vor den Gewässern Maltas als Admiral ums Leben kommt.
Die einzelnen Romane in der Handlungsreihenfolge:
1. 1975 – Die Feuertaufe: Richard Bolitho – Fähnrich zur See (Richard Bolitho – Midshipman)
2. 1978 – Strandwölfe: Richard Bolithos gefahrvoller Heimaturlaub (Midshipman Bolitho and the Avenger)
3. 2005 – Bruderschaft der See: Richard Bolitho in schweren Wassern (Band of Brothers)
4. 1980 – Kanonenfutter – Leutnant Bolithos Handstreich in Rio (Stand into Danger)
5. 1977 – Zerfetzte Flaggen: Leutnant Richard Bolitho in der Karibik (In Gallant Company)
6. 1972 – Klar Schiff zum Gefecht: Kapitän Richard Bolitho vor New Jerseys Küste (Sloop of War) Übersetzt von Herwig Schubert, Franckh, Stuttgart 1974, ISBN 3-440-04141-7.
7. 1972 – Die Entscheidung: Kapitän Bolitho in der Falle (Sloop of War)
8. 1968 – Bruderkampf: Richard Bolitho: Kapitän in Ketten (To Glory we steer)
9. 1973 – Der Piratenfürst: Fregattenkapitän Bolitho in der Java-See (Command a King’s Ship)
10. 1976 – Fieber an Bord: Fregattenkapitän Bolitho in Polynesien (Passage to Mutiny)
11. 1988 – Des Königs Konterbande: Kapitän Bolitho und die Schattenbrüder (With all Despatch)
12. 1969 – Nahkampf der Giganten: Flaggkapitän Bolitho bei der Blockade Frankreichs (Form Line of Battle!)
13. 1970 – Feind in Sicht: Kommandant Bolithos Zweikampf im Atlantik (Enemy in Sight!)
14. 1971 – Der Stolz der Flotte: Flaggkapitän Bolitho vor der Barbareskenküste (The Flag Captain)
15. 1974 – Eine letzte Breitseite: Kommodore Bolitho im östlichen Mittelmeer (Signal – Close Action!)
16. 1978 – Galeeren in der Ostsee: Konteradmiral Bolitho vor Kopenhagen (The Inshore Squadron)
17. 1981 – Admiral Bolithos Erbe: Ein Handstreich in der Biskaya (A Tradition of Victory)
18. 1983 – Der Brander: Admiral Bolitho im Kampf um die Karibik (Success to the Brave)
19. 1986 – Donner unter der Kimm: Admiral Bolitho und das Tribunal von Malta (Colours Aloft!)
20. 1987 – Die Seemannsbraut: Sir Richard und die Ehre der Bolithos (Honour this Day)
21. 1990 – Mauern aus Holz, Männer aus Eisen: Admiral Bolitho am Kap der Entscheidung (The only Victor)
22. 1992 – Das letzte Riff: Admiral Bolitho – verschollen vor Westafrika (Beyond the Reef)
23. 1993 – Dämmerung über der See: Admiral Bolitho im Indischen Ozean (The Darkening Sea)
24. 1995 – Dem Vaterland zuliebe: Admiral Bolitho vor der Küste Amerikas (For my Country’s Freedom)
25. 1996 – Unter dem Georgskreuz: Admiral Bolitho im Kampf um Kanada (Cross of St. George)
26. 1998 – Das letzte Gefecht: Admiral Bolitho vor Malta (Sword of Honour)

## Die Adam-Bolitho-Romane
Die Romanserie wird fortgesetzt mit folgenden Titeln über das Leben von Richard Bolithos Neffen, Adam Bolitho:
1. 1999 – Feindhafen Algier: Geheimauftrag für Adam Bolitho (Second to None)
2. 2001 – Hatz ohne Erbarmen: Adam Bolithos Jagd auf die Sklavenschiffer (Relentless Pursuit)
3. 2003 – Unter Segeln vor Kanonen: Adam Bolitho im Kielwasser von Sir Richard (Man of War)
4. 2007 – Schattenjagd: Adam Bolithos Sondermission (Heart of Oak)
5. 2013 – Im Namen des Königs: Adam Bolithos Einsatz im Atlantik (In the King’s Name), Übersetzt von Wolfram und Helma Schürer, Ullstein, Berlin 2013, ISBN 978-3-548-28156-8.

## Die Blackwood-Romane
Die Blackwoods stellen eine Familie von Offizieren der britischen Marineinfanterie dar. Die Handlung reicht von 1850 bis 1943.
Die einzelnen Romane in der Reihenfolge:
1. 1982 – Die Ersten an Land, die Letzten zurück: Hauptmann Blackwood und die Royal Marines (Badge of Glory)
2. 1984 – Die Faust der Marine: Hauptmann Blackwood im Boxeraufstand (1900) (The First to Land) (Ullstein-Taschenbuch Nr. 20715: Maritim), übersetzt von Hans und Hanne Meckel, Ullstein, Frankfurt/M.; Berlin 1986, ISBN 3-548-20715-4.
3. 1993 – In vorderster Linie: OTL Blackwood und die Royal Marines in Flandern (The Horizon)
4. 1999 – Nebel über der See: Hauptmann Blackwood und das Unternehmen Lucifer (Dust on the Sea)
5. 2004 – Knife Edge

## Weitere Seekriegsromane
Zusätzlich zu seinen beiden Buchreihen brachte Douglas Reeman beinahe jedes Jahr einen jeweils eigenständigen Seekriegsroman heraus. (Jahresangaben entsprechen dem Erscheinungsjahr in der originalen, englischen Fassung)
- 1958 – Schnellbootpatrouille (Originaltitel: A Prayer for the Ship), Roman (Ullstein-Taschenbuch Nr. 20798: Maritim), übersetzt von Hans und Hanne Meckel, Ullstein, Berlin 1987 (deutsche Erstausgabe), ISBN 3-548-20798-7.
- 1959 – Das Wasser am Hals (High Water)
- 1960 – Finale mit Granaten (Send a Gunboat)
- 1961 – Das Netz im Meer (Dive in the Sun)
- 1962 – Dem Mutigen gehört die See (The Hostile Shore)
- 1963 – Feindpeilung steht! (The Last Raider)
- 1964 – Atlantikwölfe (With Blood and Iron)
- 1965 – H.M.S. Saracen (HMS Saracen)
- 1966 – Insel im Taifun (Path of the Storm)
- 1967 – Duell in der Tiefe (The Deep Silence)
- 1968 – Kanonenboot (The Pride and the Anguish)
- 1969 – Mittelmeerpartisanen (To Risks Unknown)
- 1970 – Wrack voraus! (The Greatest Enemy)
- 1972 – Rendezvous im Südatlantik (Rendezvous – South Atlantic)
- 1973 – Ernstfall in der Tiefe (His Majesty’s U-Boat or Go In and Sink!)
- 1974 – Die Zerstörer (The Destroyers)
- 1975 – Unter stählernen Fittichen (Winged Escort)
- 1976 – Aus der Tiefe kommen wir (Surface with Daring)
- 1978 – Feuer aus der See (Strike from the Sea)
- 1979 – Ein Schiff soll sterben (A Ship Must Die)
- 1981 – Torpedo läuft! (Torpedo Run)
- 1985 – Freiwillige vor! (The Volunteers)
- 1986 – Der Eiserne Pirat (The Iron Pirate), 1944
- 1988 – In der Stunde der Gefahr (In Danger’s Hour), ISBN 3-548-22509-8
- 1989 – Die weißen Kanonen (The White Guns)
- 1992 – Die U-Boot-Jäger (Killing Ground)
- 1994 – Kurs Hongkong (Sunset)
- 1996 – Operation Monsun (A Dawn Like Thunder)
- 1997 – Rückkehr von den Toten (Battlecruiser)
- 2000 – Die Windhunde der Flotte (For Valour), Roman (Ullstein-Taschenbuch Nr. 25074), übersetzt von Heinz-W. Hermes, Econ Ullstein List Verlag, München 2000 (deutsche Erstausgabe), ISBN 3-548-25074-2.
- 2002 – Zwölf Sekunden bis zum Untergang (Twelve Seconds to Live)
- 2008 – Unternehmen „Vigorous“ (The Glory Boys)